# Scopula suda
Scopula suda là một loài bướm đêm trong họ Geometridae.